# Karl Emanuel III. (Savoyen)

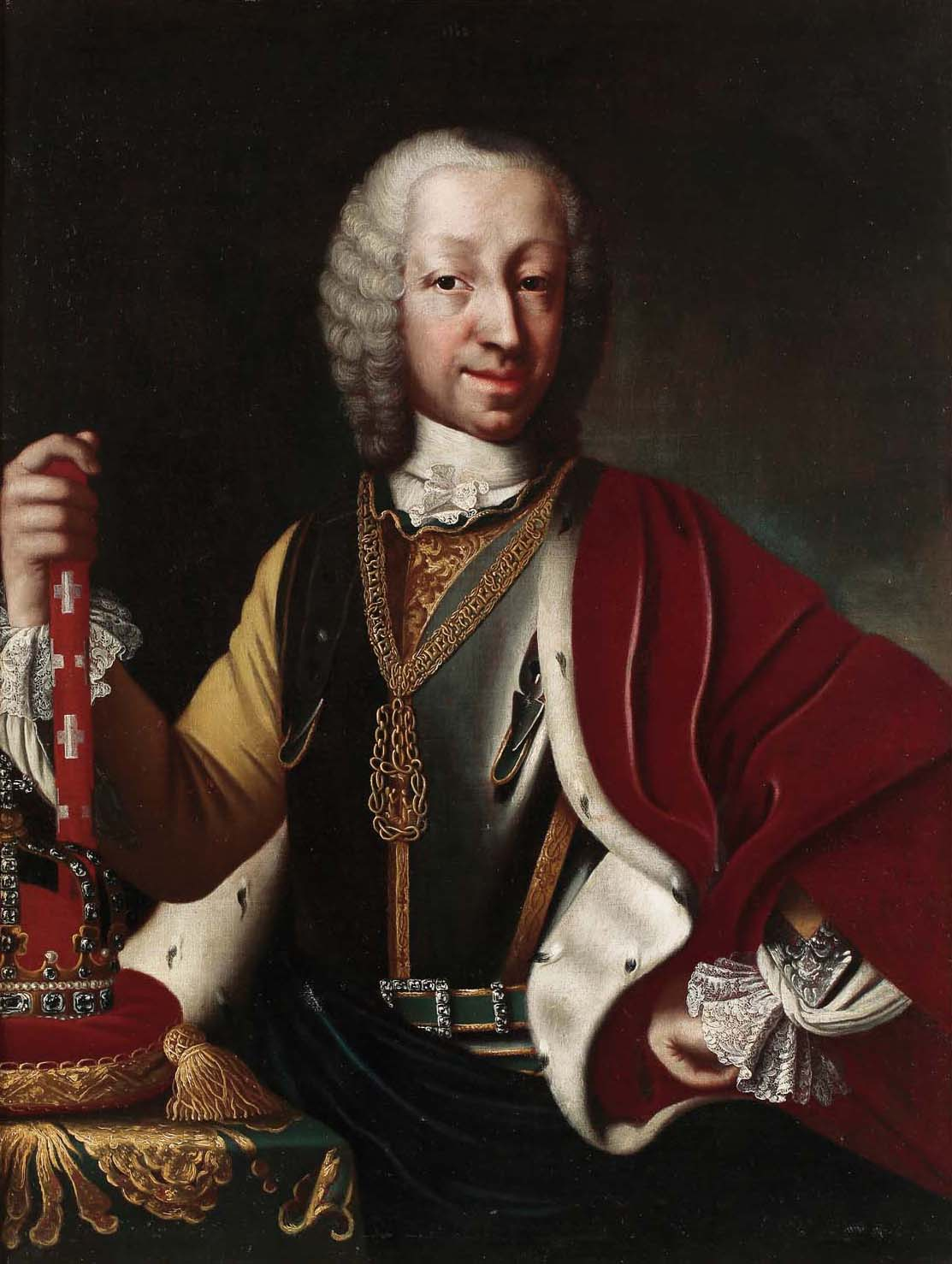
Herzog Karl Emanuel III. von Savoyen

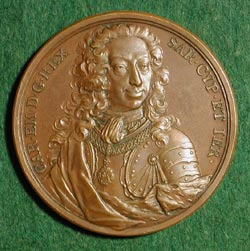
Medaille 1770

Karl Emanuel III. (italienisch Carlo Emanuele III.) (* 27. April 1701 in Turin; † 20. Februar 1773 ebenda) war  Herzog von Savoyen und König von Sardinien-Piemont.

## Leben
Karl Emanuel war der zweite Sohn von König Viktor Amadeus II. von Savoyen und dessen Gemahlin Anne Marie von Orléans. Bei seiner Geburt wurde ihm der Titel Herzog von Aosta verliehen, nach dem Tod seines Bruders Vittorio Amadeo 1715 wurde er Thronfolger mit dem Titel Fürst von Piemont. 1730 dankte sein Vater ab und zog sich nach Savoyen zurück. Karl Emanuel wurde König von Sardinien. Den Versuch des Vaters, die Regierung wieder zu übernehmen, vereitelte Karl Emanuel 1731 durch dessen Verhaftung.
Im Polnischen Erbfolgekrieg 1733 schloss er sich Frankreich an, eroberte das Herzogtum Mailand, besiegte die Kaiserlichen bei Guastalla und erwarb Novara. Im Österreichischen Erbfolgekrieg ergriff er für Maria Theresia die Waffen, verhielt sich aber stets so, dass die Österreicher nicht das ausschließliche Übergewicht in Oberitalien erhielten, und erlangte im Frieden von Aachen (1748) mehrere Gebietsteile der Lombardei.
Für die Rechtspflege in Sardinien-Piemont erließ er 1770 das Corpus Carolinum. Er starb am 21. Februar 1773 in Turin.
Über seine Mutter war Karl Emanuel III. ein Urenkel von König Karl I. von England aus dem Haus Stuart. Daher leiteten die Jakobiten nach dem Aussterben der Stuarts in direkter männlicher Linie im Jahr 1807 ihren Thronanspruch für seinen Enkel Karl Emanuel IV. ab.
Seine Schwester Maria Adelaide von Savoyen (1685–1712) heiratete den designierten französischen Thronerben Ludwig von Burgund. Der Sohn aus dieser Verbindung war der spätere König Ludwig XV. Eine weitere Schwester, Maria Luisa (1688–1714), heiratete Philip von Anjou, den Bruder von Ludwig von Burgund, der als Philipp V. König von Spanien wurde. Aus dieser Ehe gingen die spanischen Könige Ludwig I. und Ferdinand VI. hervor.

## Nachkommen
In erster Ehe vermählte er sich mit Anna Christine Luise von Pfalz-Sulzbach (1704–1723); dieser Ehe entstammte der Sohn
- Vittorio Amedeo (* 7. März 1723; † 11. August 1725), Herzog von Aosta.

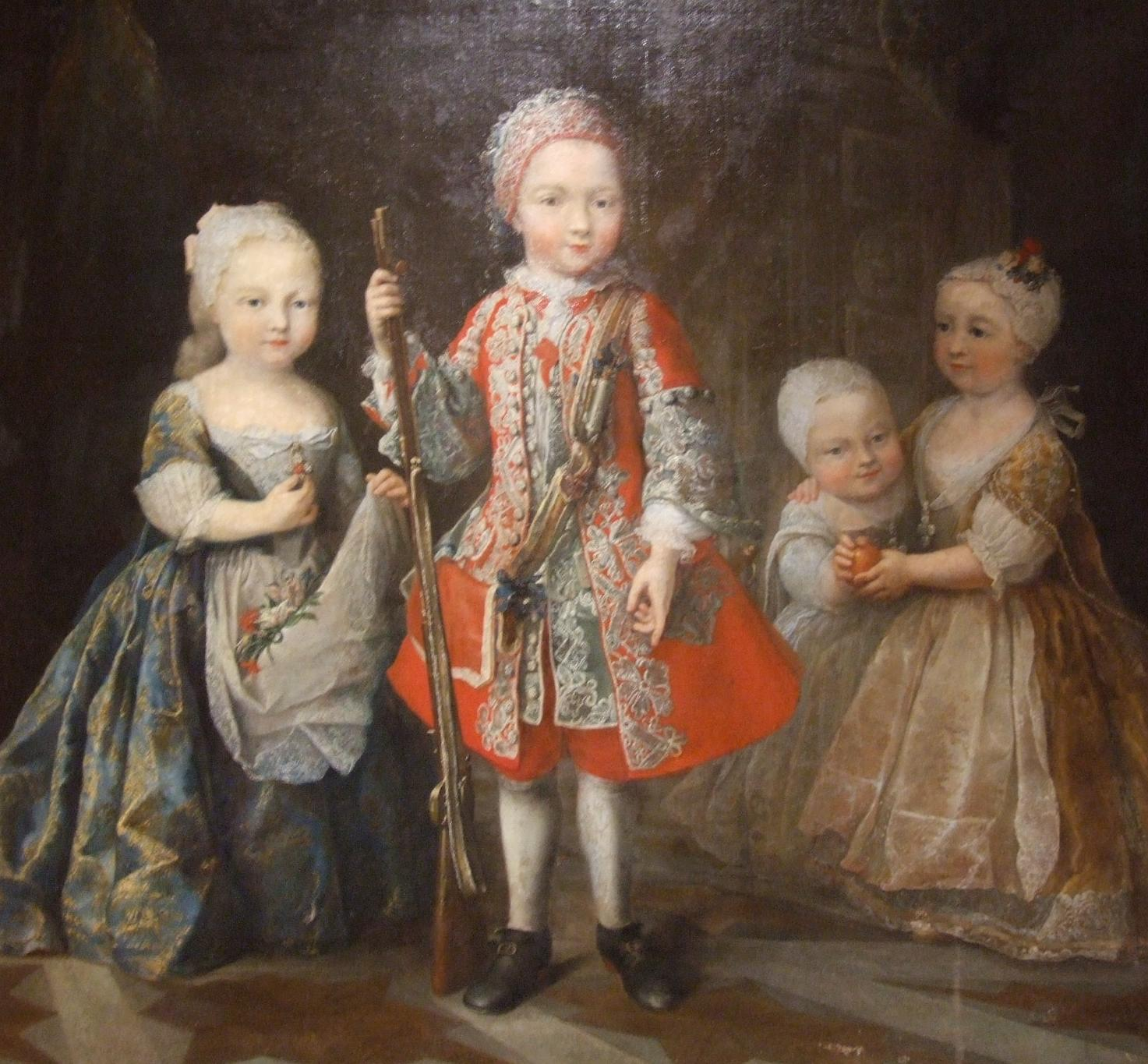
Die Kinder von Karl Emanuel und seiner zweiten Frau. Von links nach rechts: Eleonora Maria, Viktor Amadeus III., Maria Felicita und Maria Luisa.
(Maria Giovanna Clementi, 1730/31, Musée Savoisien, Chambéry)

Am 23. Juli 1724 vermählte er sich in zweiter Ehe mit Polyxena von Hessen-Rotenburg-Rheinfels (* 1706; † 1735), mit der er folgende sechs Kinder hatte:
- Viktor Amadeus III. (* 26. Juni 1726; † 16. Oktober 1796), König von Sardinien
- Eleonora Maria (* 28. Februar 1728; † 15. August 1781), Prinzessin von Savoyen.
- Maria Luisa (* 25. März 1729; † 22. August 1767), Prinzessin von Savoyen.
- Maria Felicita (* 19. März 1730; † 13. Mai 1801), Prinzessin von Savoyen.
- Emanuele Filiberto (* 17. Mai 1731; † 25. März 1735), Herzog von Aosta
- Carlo Francesco (* 23. Juli 1733; † 28. Dezember 1733), Herzog von Chablais

In dritter Ehe war er mit Elisabeth Therese von Lothringen (* 1711; † 1741) vermählt, mit der er drei Kinder hatte:
- Carlo Francesco (* 1. Dezember 1738; † 25. März 1745), Herzog von Aosta.
- Maria Vittoria (* 22. Juni 1740; † 14. Juli 1742), Prinzessin von Savoyen.
- Benedetto Maurizio (* 21. Juni 1741; † 4. Januar 1808), Herzog von Chablais ⚭ 1775 seine Nichte Maria Anna von Savoyen.